# Leendert Huibert van der Meiden

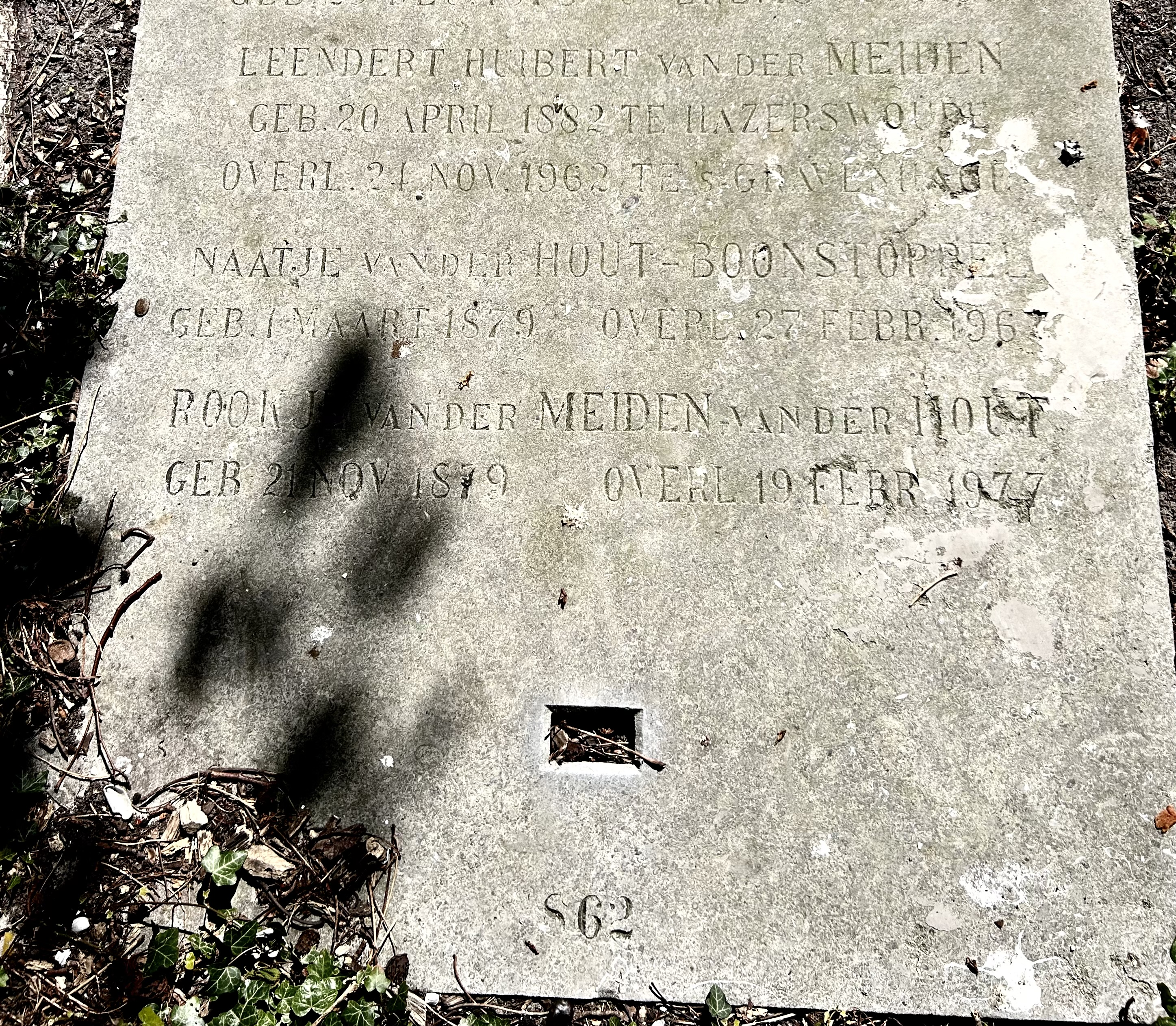
Grafsteen L.H. Van der Meiden op de begraafplaats Oud Eik en Duinen in Den Haag.

Leendert Huibert van der Meiden (Hazerswoude, 20 april 1882 - 's-Gravenhage, 24 november 1962) was een Nederlands theoloog en hoogleraar Oude en Nieuwe Testament aan de Theologische Hogeschool Apeldoorn. Hij had een prominente rol binnen de Christelijke Gereformeerde Kerken. 

## Biografie
Leendert Huibert van der Meiden werd op 20 april 1882 geboren in Hazerswoude. Na het lezen van een prekenbundel van Jodocus van Lodenstein kwam hij in contact met de prediker Jacobus Wisse in Den Haag. In 1905 begon hij zijn studie aan de Theologische School in Rijswijk, In 1912 rondde hij zijn studie af en werd op 17 november dat jaar predikant in Enschede. Na vijf jaar ging hij naar Dordrecht. Van 1927 tot 1938 werkte hij in Den Haag. 
Van der Meiden was initiatiefnemer van de Bond van Christelijke Gereformeerde Jongelingsverenigingen. In 1918 werd hij hoofdredacteur van het blad Luctor et Emergo, een functie die hij bekleedde tot de publicatie in 1941 door de Duitse bezetters werd verboden. 
In 1920 werd Van der Meiden bestuurslid van stichting Effatha, een dovenzorginstelling, en in 1938 voorzitter. Voor zijn inzet bij Effatha ontving hij een Koninklijke onderscheiding. 
Hij was twee keer voorzitter van een generale synode: in Dordrecht (1922) en in Hilversum (1937). Daarnaast was hij redactielid van De Wekker, waar hij veel artikelen in heeft geschreven. Er zijn veel preken van hem uitgegeven in de serie Uit de Levensbron.
In 1933 hield hij voor de predikantenvergadering te Apeldoorn een referaat waarin hij stelde "dat men niet alleen moet preken wat Christus voor de zijnen deed, maar ook wat Hij door Woord en Geest in hun harten werkt." Deze gedachte is ook terug te vinden in het boekje Wat is bevinding (1951) Van der Meiden neemt afstand van een speculatieve allegorische methode, evenals van  eenzijdige nadruk op verbond en beloften. Het was voorstander van een Schriftuurlijk-bevindelijke prediking. 
In 1934 werd Van der Meiden door de generale synode van de Christelijke Gereformeerde Kerken tot hoogleraar verkozen, maar hij bedankte.  In 1938 werd hij alsnog, na opnieuw een benoeming, hoogleraar in Apeldoorn. Hij kreeg de verantwoordelijkheid over een breed vakgebied, waaronder zowel de exegetische als de ambtelijke vlakken vielen. Zijn inaugurele rede droeg de titel De betekenis der exegese voor den Dienst des Woords. Bij het exegeseren richtte hij zich op het begrijpen en uitleggen van de volledige inhoud en bedoeling van de tekst. 
Van der Meiden trad in 1954 toe tot de commissie die de NBG-vertaling van 1951 verbeterde. Hoewel hij moderne invloeden niet kon voorkomen, verdedigde hij ondanks kritiek het werk van de commissie. Bij zijn rectoraatsoverdracht in 1952 sprak hij over De nieuwe vertaling van de Bijbel. Hij streed niet voor invoering van de nieuwe vertaling in het kerkverband.  
Na zijn emeritaat in 1954 bleef hij preken tot hij op 24 november 1962 overleed, een week na zijn 50-jarig ambtsjubileum. 
Hij werd begraven op de begraafplaats Oud Eik en Duinen. 

## Trivia
De (vrijzinnig) theoloog en communicatiewetenschapper Anne van der Meiden (1929-2021) was een oomzegger van hem.

## Publicaties (selectie)
- Geslagen, maar geen pijn gevoeld (1918)
- Niet wijzer dan God (1920)
- Eigen kerkelijk leven
- Gods miskenning in oogstzegen (1922)
- Schriftcritiek en Schriftgezag (1923)
- De keuze des geloofs (1923)
- Levensvreugde in eeuwigheidslicht (1925)
- Uit den Geest geboren, vijf preken (1925)
- Het Schriftgezag (1926)
- Van vat in vat, vijf preken (1927)
- Tot den dag van Christus, bij het afscheid van de Christelijke Gereformeerde Gemeente van Dordrecht op den 19den october 1927 (1927)
- Het Merkteeken van het Beest (1928)
- De strijd des geloofs (1929)
- De kinderdoop (1930)
- Een afgehoereerd volk bedreigd en vermaand (1931)
- Een voorganger herdacht, uit het leven en werk van ds. J.W. van Ree (1890-1934)
- Gereformeerde Verbondsbeschouwing en Opvoeding (1936)
- Genaderoem in ambtelijk leven (1937)
- Volkomen werk en onnutte knechten (1938)
- De betekenis der exegese voor den Dienst des Woords, rede bij de aanvaarding van het Hoogleraarsambt (1938)
- Allegorische prediking, rede bij de overdracht van het rectoraat (1946)
- De strijd des geloof (1946)
- De klaagliederen van Jeremia
- Het Hooglied (1955)
- De bijzondere Geesteswerking met het Woord, rede bij de overdracht van het rectoraat (1949)
- Wat is bevinding? (1951)
- De nieuwe vertaling van den Bijbel, rede bij de overdracht van het rectoraat (1952)
- De Chr. Geref. Prediking getoetst aan Schrift en Belijdenis. Briefwisseling van prof. L.H. van der Meiden en Ds. H. Toorman met D.J. Bastmeije (1956)
- Zijn ja en uw amen (1959)
- De lichtpoort boven de nachtspelonken (1962)
- Roemen in het Kruis van Christus, gedachtenispreek (1962)
- Geloofskracht in levenssmart, D.J. Van Brummen (z.j.)